# Boreoeutheria
Die Boreoeutheria sind eine Gruppe innerhalb der Höheren Säugetiere (Eutheria). Sie wurden 2001 auf Grund genetischer Untersuchungen als Taxon beschrieben und umfassen alle Höheren Säugetiere außer den Xenarthra und den Afrotheria. Sie gingen vor etwa 110 Millionen Jahren zusammen mit den Xenarthra als Exafroplacentalia aus der Gruppe der Eutheria hervor. Vor etwa 100–105 Millionen Jahren spalteten sie sich in die beiden Säugetierüberordnungen Euarchontoglires und Laurasiatheria auf.

## Systematik
Folgendes Kladogramm zeigt die systematische Stellung der Boreoeutheria:
|               | Xenarthra                                                           |
|               |                                                                     |
| Boreoeutheria | \| \| Laurasiatheria \| \| \| \| \| \| Euarchontoglires \| \| \| \| |
|               | \| \| Laurasiatheria \| \| \| \| \| \| Euarchontoglires \| \| \| \| |
|               | Laurasiatheria                                                      |
|               |                                                                     |
|               | Euarchontoglires                                                    |
|               |                                                                     |

|  | Laurasiatheria   |
|  |                  |
|  | Euarchontoglires |
|  |                  |

|               | Xenarthra                                                           |
|               |                                                                     |
| Boreoeutheria | \| \| Laurasiatheria \| \| \| \| \| \| Euarchontoglires \| \| \| \| |
|               | \| \| Laurasiatheria \| \| \| \| \| \| Euarchontoglires \| \| \| \| |
|               | Laurasiatheria                                                      |
|               |                                                                     |
|               | Euarchontoglires                                                    |
|               |                                                                     |

|  | Laurasiatheria   |
|  |                  |
|  | Euarchontoglires |
|  |                  |